# Glenn Frey

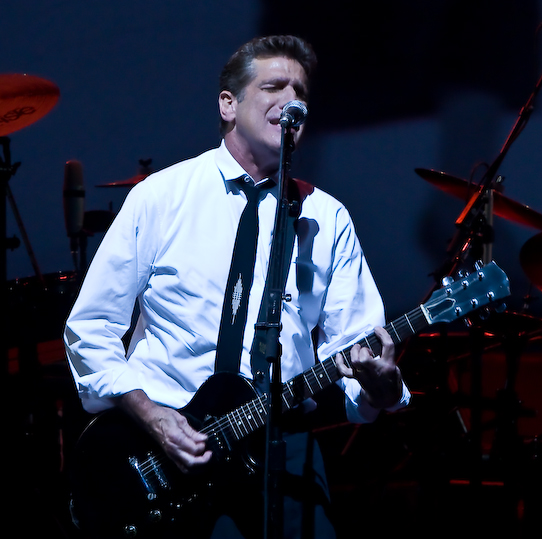
Glenn Frey (2008)

Glenn Lewis Frey (* 6. November 1948 in Detroit, Michigan; † 18. Januar 2016 in New York City, New York) war ein US-amerikanischer Rockmusiker. Er war Mitbegründer der in den 1970er Jahren international sehr erfolgreichen Formation Eagles, der er bis zu seinem Tod angehörte. Er war auch als Solist erfolgreich und seit dem Jahr 2000 Mitglied in der Songwriters Hall of Fame.

## Leben
Freys große Liebe galt immer dem Rock and Roll und der Motown Music. Er war ein Freund und Protegé von Bob Seger. Seit ihrer Gründung spielte er bei den Eagles Gitarre und Piano und war bei den Titeln, die er selbst schrieb, in der Regel auch Lead-Sänger. Bei ihrem ersten Hit Take It Easy war Frey neben dem US-Songwriter Jackson Browne noch als Co-Autor tätig. Die meisten Songs der Eagles verfasste Frey jedoch zusammen mit Don Henley, entwickelte sich mit den Jahren zu einer zentralen Größe beim Texten und Komponieren und leitete mit Henley die Band.
Nach Auflösung der Eagles 1981 war Frey als Solokünstler erfolgreich. Bereits im Mai 1982 erschien seine erste Single I Found Somebody und das Album No Fun Aloud. Mit dem Lied The Heat Is On, das Ende 1984 auch in Deutschland und vielen anderen Teilen Europas in die Hitparaden kam, wurde er über die Vereinigten Staaten hinaus erfolgreich. Der Titel war im Soundtrack des amerikanischen Kinofilms Beverly Hills Cop erschienen und von Harold Faltermeyer und Keith Forsey geschrieben worden. Weitere auch in Deutschland bekannte Singles waren You Belong to the City und I’ve Got Mine. Zu der amerikanischen Krimiserie Miami Vice steuerte er den eigens für die Serie geschriebenen Smuggler’s Blues bei. In der gleichnamigen 15. Folge der 1. Staffel der Serie (deutscher Folgentitel Abenteuer in Kolumbien) spielte Frey selbst mit.
Frey ist in einigen US-amerikanischen Spielfilmen (z. B. Jerry Maguire) in Nebenrollen zu sehen. Eine Hauptrolle hatte er in mehreren Folgen der Serie Wiseguy, die in Deutschland Kampf gegen die Mafia hieß und in den frühen 1990er Jahren bei RTL und RTL II lief. Dabei ging es um eine fiktive Unterorganisation des FBI, das „OCB“, das sich speziell der Bekämpfung des organisierten Verbrechens widmete. Frey spielte in mehreren Folgen, die sich um die Musikindustrie drehen, den erfolglosen Musikmanager Bobby Travis, der sein finanziell klammes Plattenlabel Dead Dog Records an das OCB verkauft, damit dieses fortan als Tarnunternehmen genutzt werden kann. Die Serie war in den Vereinigten Staaten populär, was viele Gaststars anzog. So spielte Frey in seinen Folgen mit Deborah Harry (Blondie) und Tim Curry (The Rocky Horror Picture Show). Andere Gaststars waren unter anderem Jerry Lewis in einer seiner wenigen ernsten Rollen, sowie Joe Dallesandro, Meat Loaf, Maximilian Schell, Kevin Spacey und Patti D’Arbanville.
Nach der Wiedervereinigung der Eagles 1994 schlossen sich für Frey weitere erfolgreiche Jahre an. Ihre letzte Tournee fand von 2013 bis 2015 statt. Nach Komplikationen im Zuge einer entzündlichen Gelenkserkrankung starb Frey am 18. Januar 2016 im Alter von 67 Jahren in New York City an den Folgen einer Dickdarm- und  Lungenentzündung.

## Titel für Fernsehen und Kino
Der Titel Part of Me, Part of You  war Teil des Soundtracks zum Film Thelma & Louise (1991). Sein Stück You Belong to the City wurde auch des Öfteren in der Serie Miami Vice verwendet. Der gleiche Titel ist in der Serie Eine schrecklich nette Familie in der Folge Alte Zeiten (Folge 14 aus Staffel 2) zu hören. The Heat Is On wurde für den Film Beverly Hills Cop mit Eddie Murphy als Intromusik verwendet, True Love erklang in der Folge Geiseln im Sturm (Staffel 1, Episode 12) von Baywatch – Die Rettungsschwimmer von Malibu.

## Diskografie
Studioalben

| Jahr | Titel           | Höchstplatzierung, Gesamtwochen, AuszeichnungChartplatzierungen (Jahr, Titel, Platzierungen, Wochen, Auszeichnungen, Anmerkungen) | Höchstplatzierung, Gesamtwochen, AuszeichnungChartplatzierungen (Jahr, Titel, Platzierungen, Wochen, Auszeichnungen, Anmerkungen) | Höchstplatzierung, Gesamtwochen, AuszeichnungChartplatzierungen (Jahr, Titel, Platzierungen, Wochen, Auszeichnungen, Anmerkungen) | Höchstplatzierung, Gesamtwochen, AuszeichnungChartplatzierungen (Jahr, Titel, Platzierungen, Wochen, Auszeichnungen, Anmerkungen) | Höchstplatzierung, Gesamtwochen, AuszeichnungChartplatzierungen (Jahr, Titel, Platzierungen, Wochen, Auszeichnungen, Anmerkungen) | Anmerkungen                                                                                   |
| Jahr | Titel           | DE | AT | CH | UK | US | Anmerkungen                                                                                   |
| ---- | --------------- | --- | --- | --- | --- | --- | --------------------------------------------------------------------------------------------- |
| 1982 | No Fun Aloud    | — | — | — | — | US32 Gold · (38 Wo.)US | Erstveröffentlichung: 28. Mai 1982 Produzenten: Glenn Frey, Allan Blazek, Jim Ed Norman       |
| 1984 | The Allnighter  | — | — | — | UK31 (9 Wo.)UK | US22 Gold · (65 Wo.)US | Erstveröffentlichung: 19. Juni 1984 Produzenten: Glenn Frey, Barry Beckett, Allan Blazek      |
| 1988 | Soul Searchin’  | — | — | — | — | US36 (19 Wo.)US | Erstveröffentlichung: 15. August 1988 Produzenten: Glenn Frey, Barry Beckett, Elliot Scheiner |
| 1992 | Strange Weather | DE89 (4 Wo.)DE | — | CH23 (3 Wo.)CH | — | — | Erstveröffentlichung: 23. Juni 1992 Produzenten: Glenn Frey, Elliot Scheiner, Don Was         |
| 2012 | After Hours     | — | — | — | UK92 (1 Wo.)UK | US116 (1 Wo.)US | Erstveröffentlichung: 8. Mai 2012 Produzenten: Glenn Frey, Richard Davis, Michael Thompson    |

grau schraffiert: keine Chartdaten aus diesem Jahr verfügbar

## Auszeichnungen
- 1976 Grammy Award – Best Pop Vocal Performance by a Duo, Group or Chorus
- 1977 Grammy Award – Best Arrangement For Voices
- 1977 Grammy Award – Record of the Year
- 1979 Grammy Award – Best Rock Vocal Performance by a Duo or Group
- 1985: MTV Video Music Award – Best Concept Video (für Smuggler's Blues)
- 2007 Grammy Award – Best Country Performance by a Duo or Group
- 2008 Grammy Award – Best Pop Instrumental Performance
- 2015 Kennedy-Preis – als Mitglied der Eagles
- Der Rolling Stone listete Frey 2015 gemeinsam mit Don Henley auf Rang 49 der 100 größten Songwriter aller Zeiten.[4]